# Peperomia biuncialis
Peperomia biuncialis är en pepparväxtart som beskrevs av Carl Sigismund Kunth. Peperomia biuncialis ingår i släktet peperomior, och familjen pepparväxter. Inga underarter finns listade i Catalogue of Life.